# Kladus
Kladus (grč.  = grana) ili monophylum je grana – grupa oblika života koja se sastoji od zajedničkog pretka i svih njegovih potomaka i predstavlja jedinstvenu granu na stablu života. Za evolucijsku granu ili kladus se širi i naziv klada, što može dovesti do nesporazuma, kada se govori o filogenetskim stablima.
Zajednički predak može biti individua, populacija ili čak vrsta (izumrla ili postojeća). Klades su ugnežđeni, jedan u drugom, kao što se svaka grana deli u manje grane. Ove podele odražavaju evolucijsku istoriju, od kada se kao populacija razišla i evoluirala samostalno.
Mnoge grupe se obično zovu kladusi (grane), na primer, glodari, ili insekti, jer se, u svakom slučaju, njihovo ime sastoji od zajedničkog pretka sa svim svojim potomačkim granama. Glodari, na primer, su grana sisara koji su se odvojili nakon završetka vladavine dinosaurusa, pre 66.000.000 godina. Originalna populacija i svi njeni potomci su kladus. Kladus glodara odgovara nazivu Rodentia, a insekati klasi Insecta. Ove grane uključuju manje kladuse, kao što su "veverice" ili "mravi", od kojih svaki sadrži još manje grane (kladuse). Kladus „glodara“ je sa svoje strane uključen u sisare, kičmenjake i kladuse životinja.
Često, međutim, zajednička oznaka za vrste živih bića ima samo ime debla kladusa. Gušteri nisu kladus, a nije nisu ni majmuni. Zmije su kladus, a gušteri i zmije zajedno čine veći kladus, ali kladus „guštera“ isključuje zmije na osnovu anatomije. Zmije su još uvek deo tog kladusa. Iako su evoluirale tako da izgledaju drugačije. Termin „gušter“ stavlja gekone i gila čudovišta u istu kategoriju, ali isključuje zmije. Budući da su gila čudovišta uže vezana za zmije nego što su za gekone, termin „gušteri“ ne imenuje ovaj kladus. Na isti način, „majmuni“ nisu kladus jer isključuju repate majmune.
Evroazijski repati majmuni su srodniji majmunima Starog sveta nego što su majmunima Novog sveta, tako da bilo koji kladus nije dovoljno velik da uključi majmune Novog sveta i majmune Starog sveta. Konačno, mnogi definitivni kladusi nemaju zajednička uslove taj status. Na primer, ne postoji termin za kladus koji uključuje sve repate i bezepe majmune, uključujući i ljude. Termin kao što su "kičmenjak" i "sisar" rezultiraju iz modernih taksonomija, jer stara taksonomija nije imala uslove za ove kladuse.
Sve više taksonomi izbegavaju imenovanja taksona koji nisu kladusi.

## Etimologija
Termin "kladus" skovao je 1957. biolog Džulijan Haksli da se odnosi na rezultat kladogeneze; ovaj koncept, Haksli je pozajmio od Bernharda Renča.

## Definicije
Gavijali (Gavialidae), krokodili (Crocodylidae) i aligatori (Alligatoridae) su kladusi čija se imena ovde primenjuju u filogenetskom stablu krokodila.

## Kladus i predak
Kladus je po definiciji monofiletski, što znači da ima jednog pretka (koji može biti organizam, populacija ili vrsta) i sve njegove potomke. Predak može biti poznat ili nepoznat; bilo koji i svi članovi kladusa mogu biti postojeći ili izumrl9.

## Kladusi i filogenetska stabla
Nauka koja pokušava da rekonstruiše filogenetska stabala i na taj način otkrije kladuse se zove filogenetika ili kladistika, ovaj termin koji potiče iz „kladus“ potiče od Ernsta Majer (1965). Rezultati filogenetskih / kladističkih analize su stabla u obliku dijagrama koji se zovu kladogrami; oni su, kao i sve njihove grane, filogenetske hipoteze.
Tri metode definiranja kladusa su istaknuta u opisu nomenklaturi fdilogenetskog stabla.

## Terminologija
Kladogram primata pokazujuje ugneždenu prirodu stabla primata.
Odnosi među kladusima se mogu opisati na više načina:
- Kladus se nalazi unutar klada se kaže da se ugnezdio u okviru tog kladusa. U dijagramu humanoidnog kladusa, majmuna i ljudi su uklopljen u kladus primata.
- Dva cladusa su sestrinska ako imaju neposrednog zajedničkog pretka. U dijagramu, lemuri i lori su sestrinski kladusi.
- Kladus A je bazni za kladus B, ako je A grana sa loze koja vodi do B pre prve grane koja vodi samo članove B. U dijagramu na desno, u kladusu Strepsirrhini, uključujući i lemure i lorije, bazni je za hominoide, majmune i ljude. Neki autori su koristili „bazni“ u drugom smislu, u značenju kladusa koji je „primitivniji“ ili vrstama manje bogat od svog sestrinskog kladusa; drugi smatraju da je ova upotreba pogrešana.